# オリヴァー・ウォルコット (独立宣言署名者)
オリヴァー・ウォルコット（Oliver Wolcott, 1726年11月20日 - 1797年12月1日）は、コネチカット州選出のアメリカ合衆国下院議員。アメリカ独立宣言の署名者の1人。コネチカット州知事を務めたアメリカ合衆国の政治家。

## 生涯
1726年12月1日、オリヴァー・ウォルコットはコネチカット植民地ウィンザーにおいて植民地総督ロジャー・ウォルコットの息子として誕生した。1747年にイェール大学を卒業すると、ウォルコットはニューヨーク植民地総督のジョージ・クリントン (en) からフレンチ・インディアン戦争で戦うための民兵を組織するよう要請された。ウォルコットは隊長として民兵を統率し、オハイオ川流域での戦闘で活躍した。
フレンチ・インディアン戦争終結後、ウォルコットは医学を学び、1751年から1771年までコネチカットに新たに創設されたリッチフィールド郡の保安官を務めた。ウォルコットはその後、民兵組織を再結成し、大陸軍のコネチカット部隊の准将としてアメリカ独立戦争に参加した。
大陸会議からウォルコットはインディアン局の長官に任命され、1775年には大陸会議代議員に選出された。しかし翌1776年に大病を患い、病気が完治するまでアメリカ独立宣言に署名することができなかった。ウォルコットは1776年から1778年まで軍務に就いた後、1778年から1784年まで再び大陸会議代議員を務めた。
1786年、ウォルコットは再びインディアン局長官に就任し、その後コネチカット州副知事に選出された。1796年、コネチカット州知事サミュエル・ハンティントンの死去によりウォルコットが州知事に就き、翌年の州知事選挙で再選された。
1797年12月1日、ウォルコットはコネチカット州ファーミントンにおいて、71歳で死去した。